# Bay Street

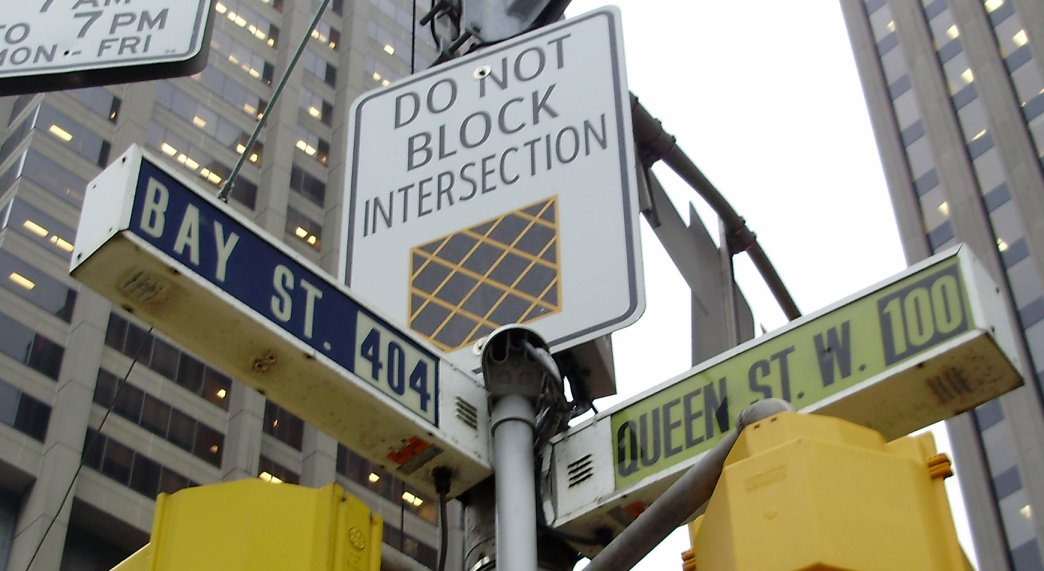
Straßenschild an der Bay Street

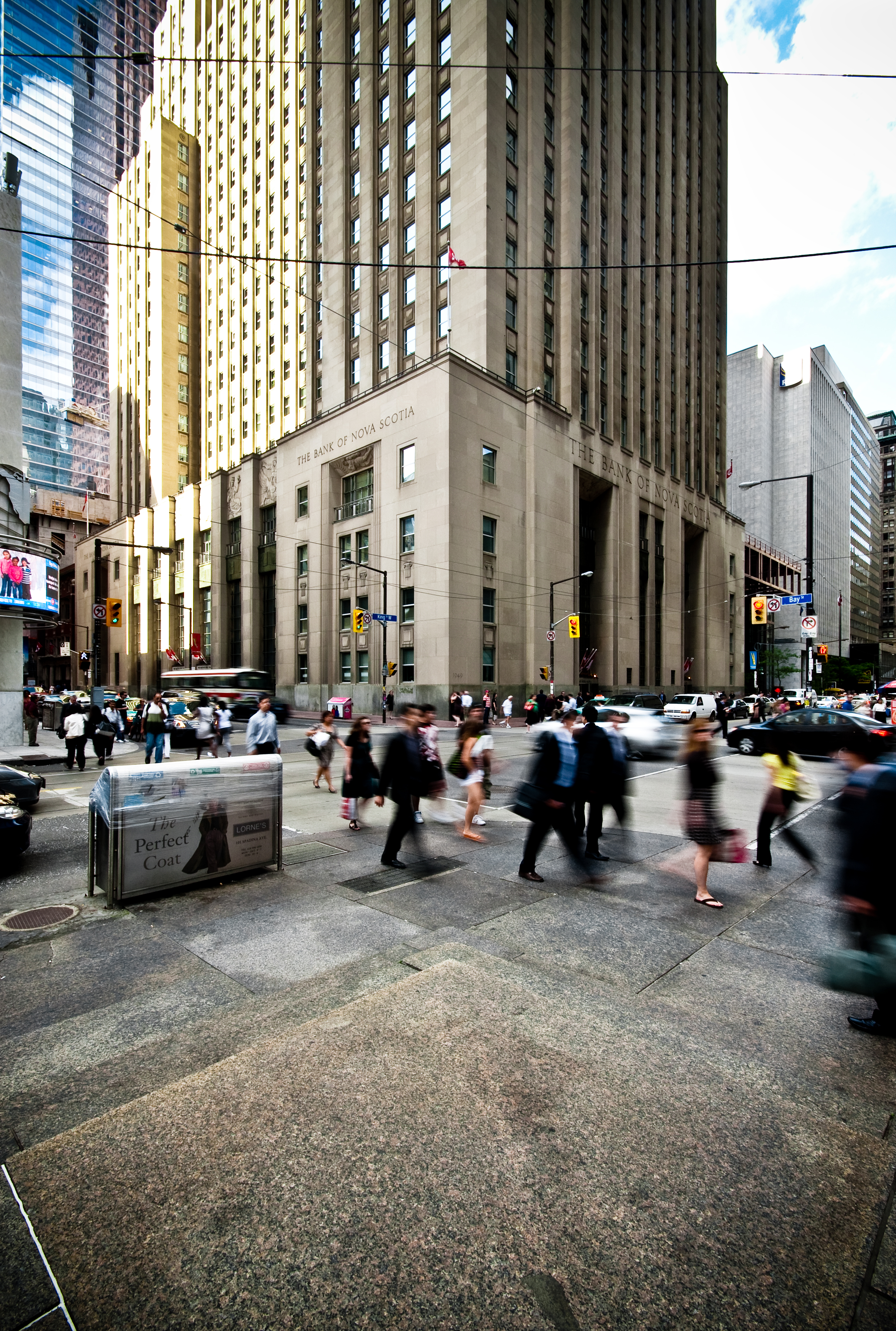
Die Kreuzung von Bay Street und King Street ist das Zentrum der kanadischen Finanzbranche

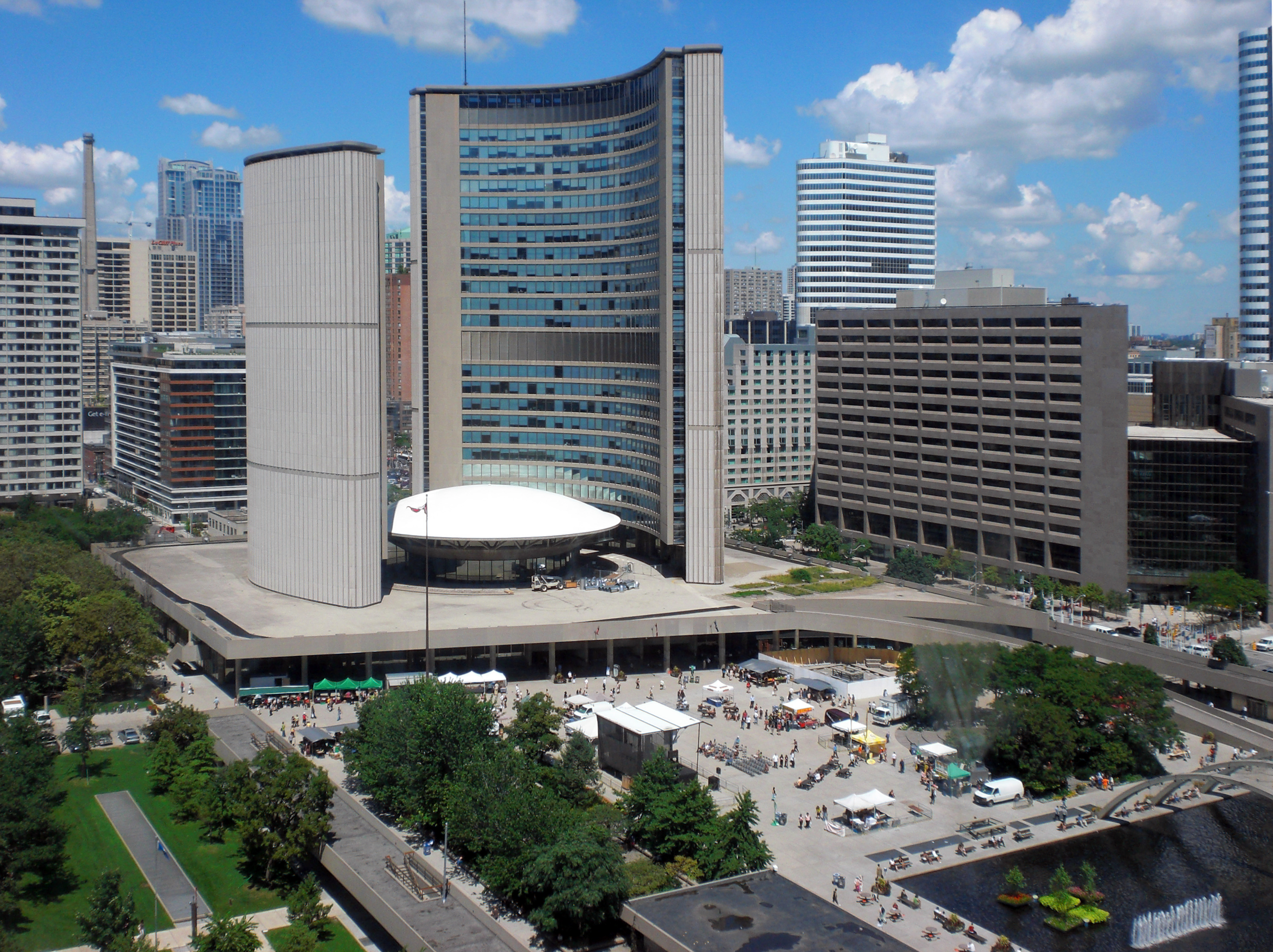
City Hall und Nathan Phillips Square

Die Bay Street ist eine rund 3,8 km lange Straße in der kanadischen Stadt Toronto. Der Straßenname wird im übertragenen Sinne oft mit der Finanzdienstleistungsbranche Kanadas gleichgesetzt, da sich hier die Hauptsitze der bedeutendsten Banken des Landes befinden (Metonymie). Auch zahlreiche Versicherungen, renommierte Anwaltskanzleien und Behörden sind hier vertreten. Im südlichen Bereich wird die Straße von zahlreichen Wolkenkratzern gesäumt.

## Verlauf
Die Bay Street verläuft unmittelbar westlich der Yonge Street in Süd-Nord-Richtung. Sie beginnt am Queen’s Quay am Ufer des Ontariosees, im östlichen Teil der Harbourfront. Sie passiert das Air Canada Centre und den Hauptbahnhof (Union Station). An der Kreuzung mit der Front Street befinden sich der Brookfield Place (261 m Höhe) und die Royal Bank Plaza (180 m), der Hauptsitz der Royal Bank of Canada.
Nächste bedeutende Kreuzung ist jene mit der King Street, die als eigentliches Zentrum des Financial District gilt und auf allen vier Seiten von Hauptsitzen großer Finanzinstitute umgeben ist: Die Bank of Montreal im First Canadian Place (298 m, höchstes bewohnbares Gebäude der Stadt), die Scotiabank im Scotia Plaza (275 m), die Canadian Imperial Bank of Commerce im Commerce Court (239 m) und die Toronto-Dominion Bank im Toronto-Dominion Centre (223 m). Im 19. und frühen 20. Jahrhundert war die Kreuzung Bay/King noch von Verlagsgebäuden verschiedener Zeitungen geprägt gewesen. Die Finanzdienstleistungsbranche etablierte sich erst in den 1970er Jahren, als Montreal seinen Status als führende Wirtschaftsmetropole Kanadas verlor.
Unmittelbar nördlich davon kreuzt sich die Bay Street mit der Adelaide Street. Dort befinden sich das Bay Adelaide Centre (218 m) und das The St. Regis Toronto (282 m). An der Kreuzung mit der Queen Street schwenkt die Straße leicht nach Westen. Bis in die 1920er Jahre endete hier die Bay Street, wurde dann aber mit der Terauley Street verbunden und somit weiter in Richtung Norden verlängert. Dieser Bereich bildet den Nathan Phillips Square, an den die City Hall und das Alte Rathaus grenzen.
Die Kreuzung von Bay Street und Dundas Street ist Standort des Toronto Coach Terminal, des zentralen Busbahnhofs Torontos. Das Hauptquartier des Toronto Police Service befindet sich an der Kreuzung Bay Street/College Street; diesem gegenüber liegt das Gebäude College Park, das bis zur Eröffnung des Eaton Centre Hauptsitz der Warenhauskette Eaton’s war. Der nördlich davon gelegene Abschnitt wird von Gebäuden der Provinzregierung und der University of Toronto geprägt. Der Bereich um die Kreuzung mit der Bloor Street gilt als exklusives Einkaufsviertel. Nördlich der Bloor Street mündet die Bay Street in die Davenport Road ein.
Im südlichen Bereich der Bay Street stellt PATH, ein System von Fußgängertunneln, unterirdische Verbindungen zu zahlreichen Neben- und Querstraßen her.